# 705 Erminia
A 705 Erminia egy a Naprendszer kisbolygói közül, amit Emil Ernst fedezett fel 1910. október 6-án.